# Носач Іван Петрович
Іва́н Петро́вич Носа́ч (5 липня 1974, с. Скотареве, Шполянський район, Черкаська область, Українська РСР — 27 липня 2017, с. Водяне, Волноваський район, Донецька область, Україна) — молодший сержант Збройних сил України, учасник російсько-української війни.

## Біографія
Народився 1974 року в селі Скотареве на Черкащині. Здобув професійну освіту в СПТУ-41 сусіднього села Мокра Калигірка.
Під час російської збройної агресії проти України проходив службу за мобілізацією, надалі підписав контракт, брав участь в антитерористичній операції, зокрема на Маріупольському напрямку у Приазов'ї.
Молодший сержант, снайпер, командир відділення 9-го окремого мотопіхотного батальйону «Вінниця» 59-ї окремої мотопіхотної бригади.
Загинув 27 липня 2017 року близько 8:00 поблизу села Водяне у Приазов'ї, — під час обстрілу дістав поранення, що не сумісне з життям.
Похований 29 липня на кладовищі села Скотареве.
Залишились брат, дружина Катерина Олександрівна та двоє дітей, — донька Альона, 2001 р.н., і син Олександр, 2004 р.н.

## Нагороди та вшанування
- Указом Президента України № 363/2017 від 14 листопада 2017 року, за особисту мужність і самовіддані дії, виявлені у захисті державного суверенітету та територіальної цілісності України, зразкове виконання військового обов'язку, нагороджений орденом «За мужність» III ступеня (посмертно)[6].
- Нагороджений почесною відзнакою «За заслуги перед Черкащиною» (посмертно, посвідчення № 116 від 28 липня 2017 року)[7].
- У райцентрі Шпола на честь Івана Носача перейменовано вулицю і провулок[8][9].